# Heinrich Rump (Architekt)
Heinrich Rump (* 30. Januar 1879 in Peine, † 2. Januar 1952 in Ziegenrück) war ein deutscher Architekt, Mitglied im Bund Deutscher Architekten (BDA), der zwischen den beiden Weltkriegen in Breslau lebte und arbeitete. Sein Vater war Schlossermeister und Inhaber eines Schlosser- und eines Maschinenbaubetriebs in Peine. In den 1930er Jahren korrespondierte Rump intensiv mit dem führenden deutschen Buddhisten Martin Steinke (Tao Chün).

## Bauten und Entwürfe (Auswahl)

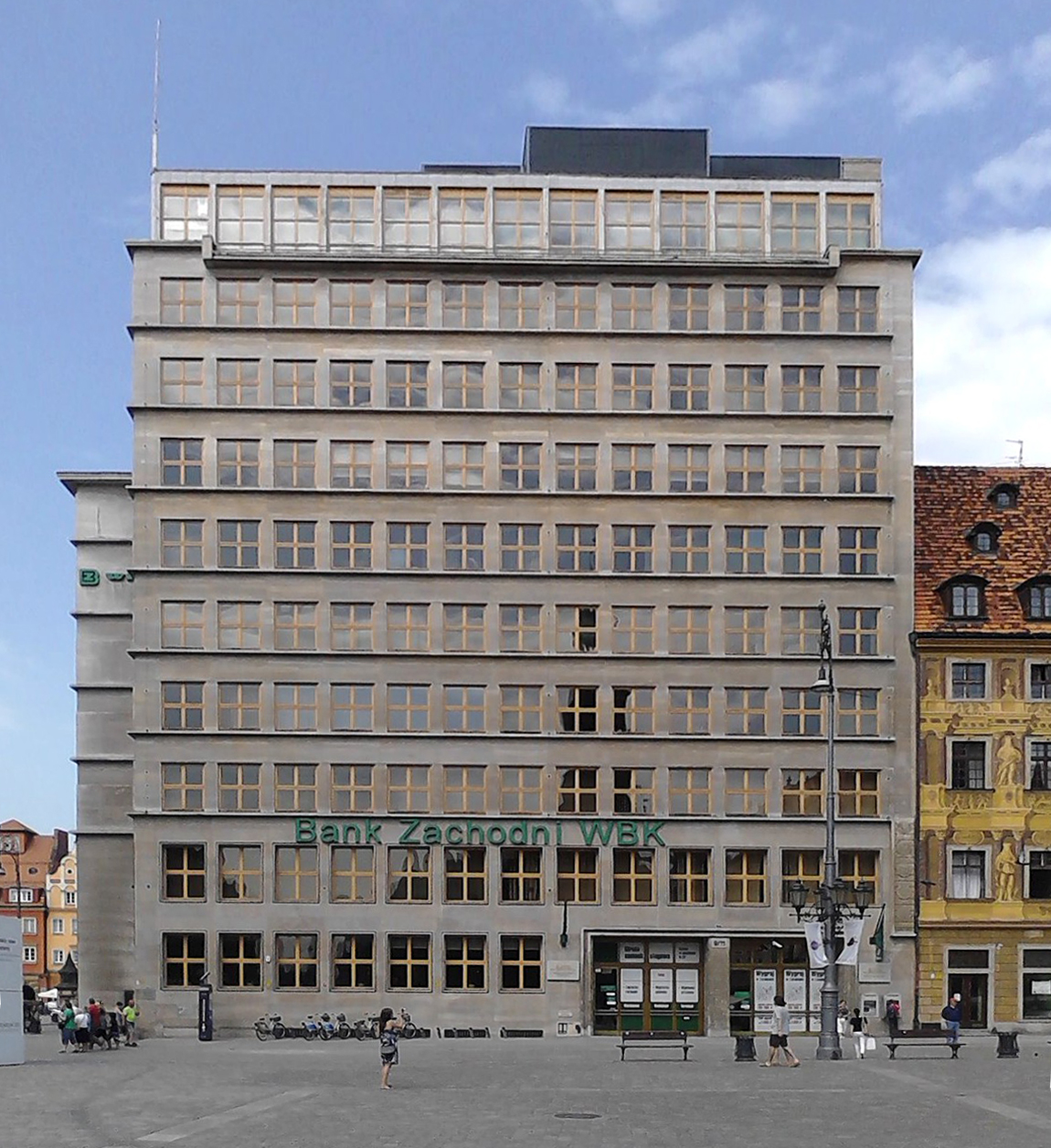
Ehemalige Städtische Sparkasse, heute Bank Santander, in Breslau

- 1920: Wagenhalle in Breslau, Schenkendorfstraße 17a (Orla 17)[5][6]
- 1922: Umbau eines vormaligen Restaurants im Gebäude Ring (Rynek) 10/11 in Breslau zu Geschäftsräumen der Wallenberg-Pachaly-Bank[7]
- 1925: Tankstelle in Breslau, Frankfurter Straße 188 (Legnicka 188)[6]
- 1926: Wettbewerbsentwurf für eine Volksschule in Breslau[7]
- 1927: Wettbewerbsentwurf für ein Stadthaus mit Hauptfeuerwache in Breslau, Lessingplatz (pl. Powstańców Warszawy) (prämiert mit dem 3. Preis)[7]
- 1928: Siedlung Am Sauerbrunn II für die Siedlungsgesellschaft Breslau AG in Breslau,
  - Haus Lenaustraße 1 (Stalowowolska 1)[6][8]
  - Haus Charlottenstraße 142 (Krucza 142)[6][9]
  - Haus Mörikestraße 2 (Kolbuszowska 2)[6][10]
- 1929: Wettbewerbsentwurf für ein Bürohaus der Breslauer Messe- und Ausstellungsgesellschaft auf dem Messegelände in Breslau[7]
- 1929: Mehrfamilienhaus der Baugruppe 6 in der Siedlung Pilsnitz in Breslau, Richthofenstraße 97 (Górnicza 97)[6][11]
- 1929: Mehrfamilienhaus der Baugruppe 9 in der Siedlung Pilsnitz in Breslau, Richthofenstraße 98 (Górnicza 98)[6][12]
- 1929: Bürohaus der Wilhelmshütte in Sprottau (Szprotawa)[7]
- 1929: Neubau eines Versuchslabors für Georg von Giesches Erben in Ohlau (Olawa)[7]
- 1929: Verwaltungsgebäude der Gemeinde in Obernigk (Oborniki)[7]
- 1929/1931: Wettbewerbsentwurf 1929, Ausführung 1930–1931, Geschäftshaus der Städtischen Sparkasse in Breslau, Großer Ring[13][7][14][15]
- um 1931: Transformatorenstation in Ohlau (Oława)[7]
- 1932: Wettbewerbsentwurf für die Kirche St. Petrus Canisius in Breslau, Fürstenstraße (ul. Grunwaldzka) (prämiert mit dem 2. Preis)[7]
- 1934: Wettbewerbsentwurf für den Neubau der Städtischen Feuerwache in Breslau, zwischen Stadtgraben und Feldstraße (ul. Podwale, ul. Krasińskiego) (prämiert mit dem 1. Preis)[7]
- 1933: Hauptschule in Brieg (Brzeg)[7]
- 1935: Wettbewerbsentwurf für das Restaurant Schweizerei im Scheitninger Park (Park Szczytnicki) in Breslau (ausgezeichnet)[7]
- 1937: Wettbewerbsentwurf für ein Verwaltungsgebäude der Niederschlesischen Provinzial-Feuersozietät in Breslau[7]
- 1937: Mehrfamilienwohnhäuser Krischkestraße 4, 6 und 8 (Żubrza 4, 6 und 8) in der Siedlung Pöpelwitz in Breslau[6]